# Pteromalini
Die Pteromalini bilden eine Tribus der Erzwespen-Unterfamilie Pteromalinae.
Burks et al. (2022) führten aufgrund molekularbiologischer und morphologischer Studien eine Revision der Pteromalidae durch. In deren Rahmen wurde innerhalb der Unterfamilie Pteromalinae eine Tribus Pteromalini eingerichtet. Die bis dahin gültige Tribus Termolampini Bouček, 1961 wurde aufgelöst bzw. bildet nun ein Synonym zu Pteromalini. Laut Bukrs et al. umfasst die Tribus alle Pteromalinae, die nicht zur Tribus Otitesellini gehören. In ihrer Veröffentlichung listeten Burks et al. 266 Arten für Pteromalini.

## Merkmale
Die Merkmale entsprechen denen der Pteromalinae.

## Lebensweise
Zu den Pteromalini gehören Parasitoide, deren Wirte verschiedenste holometabole Insekten sind.

## Innere Systematik
Gemäß der Taxonomie von Burks et al. (2022) sind folgende Gattungen der Tribus Pteromalini zugeordnet:
- Ablaxia Delucchi, 1957
- Abomalus Bouček, 1993
- Acaenacis Girault, 1917
- Acroclisella Girault, 1915
- Acroclisissa Girault, 1933
- Acroclypa Bouček, 1988
- Acrocormus Foerster, 1856
- Aepocerus Mayr, 1885
- Afropsilocera Bouček, 1976
- Aggelma Delucchi, 1956
- Agiommatus Crawford, 1911
- Aiemea Bouček, 1988
- Allocricellius Yang, 1996
- Alticornis Bouček, 1993
- Amandia Graham, 1984
- Amblypachus De Santis, 1964
- Amphidocius Dzhanokmen, 1974
- Angulifrons Xiao & Huang, 2001
- Anisopteromalus Ruschka, 1912
- Ankaratrella Risbec, 1952
- Anogmoides Askew, 1970
- Anogmus Foerster, 1856
- Anorbanus Bouček, 1990
- Apelioma Delucchi, 1956
- Apsilocera Bouček, 1956
- Apycnetron Bouček, 1988
- Arachnopteromalus Gordh, 1976
- Arriva Bouček, 1993
- Arthrolytus Thomson, 1878
- Asoka Bouček, 1973
- Atrichomalus Graham, 1956
- Boharticus Grissell, 1983
- Bonitoa Bouček, 1993
- Boucekina Szelényi, 1974
- Brachycaudonia Ashmead, 1904
- Bupronotum Xiao & Huang, 1904
- Caenacis Foerster, 1856
- Caenocrepis Thomson, 1878
- Calliprymna Graham, 1966
- Callitula Spinola, 1811
- Canberrana Bouček, 1988
- Capellia Delucchi, 1958
- Catolaccus Thomson, 1878
- Cecidolampa Askew, 1975
- Cecidostiba Thomson, 1878
- Cheiropachus Westwood, 1828
- Chlorocytus Graham, 1956
- Chrysoglyphe Ashmead, 1894
- Coelopisthia Foerster, 1856
- Conigastrus Bouček, 1993
- Conomorium Masi, 1924
- Cratomus Dalman, 1820
- Critogaster Mayr, 1885
- Cyclogastrella Bukovskii, 1838
- Cyrtophagoides Narendran, 2008
- Cyrtoptyx Delucchi, 1956
- Dasyneurophaga Hedqvist, 1957
- Delisleia Girault, 1936
- Delucchia Koçak & Kemal, 2009
- Dibrachoides Kurdjumov, 1913
- Dibrachys Foerster, 1913
- Diglochis Foerster, 1856
- Dimachus Thomson, 1878
- Dinarmoides Masi, 1924
- Dinarmolaelaps Masi, 1917
- Dinarmus Thomson, 1878
- Dineuticida Bouček, 1993
- Dinotiscus Ghesquière, 1946
- Dinotoides Bouček, 1957
- Diourbelia Risbec, 1951
- Dirhicnus Thomson, 1878
- Doganlaria Koçak & Kemal, 2008
- Dorcatomophaga Kryger, 1951
- Elderia Hedqvist, 1977
- Endomychobius Ashmead, 1896
- Epanogmus Girault, 1920
- Epicatolaccus Blanchard, 1940
- Epipteromalus Ashmead, 1904
- Erdoesina Graham, 1957
- Erythromalus Graham, 1956
- Eulonchetron Graham, 1966
- Eumacepolus Graham, 1957
- Eurydinota Foerster, 1878
- Eurydinoteloides Girault, 1913
- Eurydinotomorpha Girault, 1913
- Euteloida Bouček, 1993
- Ezgia Koçak & Kemal, 2008
- Fedelia Delucchi, 1962
- Ficicola Heydon, 1992
- Fijita Bouček, 1988
- Frena Bouček, 1988
- Gbelcia Bouček, 1961
- Genangula Bouček, 1988
- Globimesosoma Xiao & Hui, 2001
- Grissellium Bouček, 1993
- Guancheria Hedqvist, 1978
- Gugolzia Delucchi & Steffan, 1956
- Guinea Koçak & Kemal, 2008
- Guolina Heydon, 1994
- Gyrinophagus Ruschka, 1914
- Habritella Girault & Dodd, 1915
- Habritys Thomson, 1878
- Habromalina Dzhanokmen, 1977
- Halomalus Erdős, 1953
- Halticopterella Girault & Dodd, 1915
- Halticopteroides Girault, 1913
- Helocasis Wallace, 1973
- Heterandrium Mayr, 1885
- Heteroprymna Graham, 1956
- Heteroschema Gahan, 1919
- Hillerita Bouček, 1988
- Hlavka Bouček, 1993
- Hobbya Delucchi, 1957
- Holcaeus Thomson, 1878
- Homoporus Thomson, 1878
- Huberina Bouček, 1993
- Hypopteromalus Ashmead, 1900
- Ischyroptyx Delucchi, 1956
- Isocyrtella Risbec, 1955
- Isocyrtus Walker, 1833
- Isoplatoides Girault, 1913
- Jaliscoa Bouček, 1993
- Kaleva Graham, 1957
- Klabonosa Bouček, 1976
- Kratka Bouček, 1993
- Kukua Bouček, 1993
- Kumarella Sureshan, 1999
- Lampoterma Graham, 1956
- Lariophagus Crawford, 1909
- Laticlypa Bouček, 1988
- Lenka Bouček, 1993
- Leodamus Masi, 1917
- Leptomeraporus Graham, 1957
- Licteria Risbec, 1955
- Lomonosoffiella Girault, 1913
- Lonchetron Graham, 1956
- Longinucha Bouček, 1988
- Lyrcus Walker, 1842
- Lysirina Heydon, 1994
- Lyubana Bouček, 1991
- Makaronesa Graham, 1975
- Mazinawa Bouček, 1993
- Megadicylus Girault, 1929
- Merallus Masi, 1917
- Meraporus Walker, 1834
- Merismoclea De Santis, 1965
- Merismomorpha Girault, 1913
- Merisus Walker, 1835
- Mesopolobus Westwood, 1833
- Metacolus Foerster, 1856
- Meximalus Bouček, 1993
- Mimencyrtus De Sands & Santis, 1983
- Mirekia Bouček, 1988
- Miristhma Bouček, 1993
- Mokrzeckia Mokrzecki, 1933
- Monoksa Bouček, 1990
- Morodora Gahan, 1933
- Muscidifurax Girault & Sanders, 1910
- Nadelaia Bouček, 1993
- Narendrella Sureshan, 1999
- Nasonia Ashmead, 1904
- Neanica Erdős, 1953
- Nedinotus Bouček, 1991
- Neocatolaccus Ashmead, 1904
- Neolyubana Sureshan, 2006
- Neopolycystus Girault, 1915
- Nephelomalus Graham, 1956
- Nikolskayana Bouček, 1965
- Norbanus Walker, 1843
- Nuchata Bouček, 1988
- Oaxa Bouček, 1993
- Obalana Bouček, 1991
- Olchon Tselikh, 2020
- Oniticellobia Bouček, 1976
- Ottawita Bouček, 1993
- Oxyharma Bouček, 1988
- Oxysychus Delucchi, 1956
- Pandelus Foerster, 1856
- Panstenon Walker, 1846
- Paracarotomus Ashmead, 1894
- Paradinarmus Masi, 1929
- Paraiemea Sureshan & Narendran, 1998
- Paroxyharma Huang & Tong, 1993
- Pegopus Foerster, 1856
- Peridesmia Foerster, 1856
- Perilampidea Crawford, 1913
- Perniphora Ruschka, 1923
- Pestra Bouček, 1988
- Pezilepsis Delucchi, 1955
- Phaenocytus Graham, 1969
- Platneptis Bouček, 1961
- Platypteromalus Bouček, 1955
- Procallitula De Santis, 1957
- Propicroscytus Szelényi, 1941
- Propodeia Bouček, 1993
- Pseudanogmus Dodd & Girault, 1915
- Pseudetroxys Masi, 1943
- Pseudocatolaccus Masi, 1908
- Psilocera Walker, 1833
- Psilonotus Walker, 1834
- Psychophagoides Graham, 1969
- Psychophagus Mayr, 1904
- Pterapicus Dzhanokmen, 1974
- Pterisemoppa Girault, 1933
- Pteromalus Swederus, 1795
- Pterosemigastra Girault & Dodd, 1915
- Pterosemopsis Girault, 1917
- Ptinocida Bouček, 1993
- Pycnetron Gahan, 1925
- Quercanus Heydon, 1994
- Rakosina Bouček, 1956
- Raspela Bouček, 1993
- Rhaphitelus Walker, 1834
- Rhopalicus Foerster, 1856
- Rohatina Bouček, 1954
- Roptrocerus Ratzeburg, 1848
- Sceptrothelys Graham, 1956
- Schizonotus Ratzeburg, 1852
- Sedma Bouček, 1991
- Sigynia Hedqvist, 1974
- Sisyridivora Gahan, 1951
- Spaniopus Walker, 1833
- Sphegigastrella Masi, 1917
- Sphegipterosema Girault, 1913
- Sphegipterosemella Girault, 1913
- Spilomalus Graham, 1956
- Spintherus Thomson, 1878
- Spodophagus Delvare & Rasplus, 1994
- Staurothyreus Graham, 1956
- Stenetra Masi, 1931
- Stenomalina Ghesquière, 1946
- Stenoselma Delucchi, 1956
- Stichocrepis Foerster, 1878
- Stinoplus Thomson, 1878
- Strejcekia Bouček, 1972
- Synedrus Graham, 1956
- Systellogaster Gahan, 1917
- Szelenyinus Bouček, 1974
- Tachingousa Tselikh, 2018
- Tanina Bouček, 1976
- Tanzanicesa Koçak & Kemal, 2009
- Termolampa Bouček, 1961
- Thureonella Gijswijt, 1990
- Tomicobia Ashmead, 1899
- Toxeumella Girault, 1913
- Toxeumelloides Girault, 1913
- Trichargyrus Dzhanokmen, 1989
- Trichokaleva Bouček, 1972
- Trichomalopsis Crawford, 1913
- Trichomalus Thomson, 1878
- Tricolas Bouček, 1967
- Trimeromicrus Gahan, 1914
- Trinotiscus Bouček, 1988
- Tritneptis Girault, 1908
- Trjapitzinia Dzhanokmen, 1975
- Trychnosoma Graham, 1957
- Tsela Bouček, 1988
- Uniclypea Bouček, 1976
- Urolepis Walker, 1846
- Usubaia Kamijo, 1983
- Veltrusia Bouček, 1972
- Vrestovia Bouček, 1961
- Xiphydriophagus Ferrière, 1952
- Yanchepia Bouček, 1988
- Yosemitea Bouček, 1993
- Zdenekiana Huggert, 1976

## Auswahl an Arten
- Anisopteromalus calandrae
- Cheiropachus quadrum
- Lariophagus distinguendus
- Pteromalus puparum